# Paraconchoecia inermis
Paraconchoecia inermis är en kräftdjursart som beskrevs av Claus 1890. Paraconchoecia inermis ingår i släktet Paraconchoecia och familjen Halocyprididae. Inga underarter finns listade i Catalogue of Life.